# Handorf (Münster)
Handorf ist ein Stadtteil von Münster in Westfalen im Stadtbezirk Ost. Er hat eine lange Geschichte, wie z. B. die mittelalterliche Burganlage Haskenau an der Mündung der Werse in die Ems zeigt. Aufgrund seiner Lage an der Werse war Handorf im 19./20. Jahrhundert ein beliebter Ausflugsort und wurde früher als Dorf der großen Kaffeekannen bezeichnet. Inzwischen hat sich Handorf zu einer Schlafstadt von Münster gewandelt, die mit ihren zahlreichen Einfamilienhäusern im Grünen vor allem bei Familien mit Kindern beliebt ist. In Handorf haben in den letzten Jahren viele traditionsreiche Kaffeewirtschaften geschlossen (Hugerlandshof, Hubertushof-Kavermann, Wildpark Haus Pröbsting, Haus Vennemann, Bitter/Handorfer Hof, Eynck/Deutscher Vater und Wersehof), ohne dass Ersatz hinzugekommen wäre.

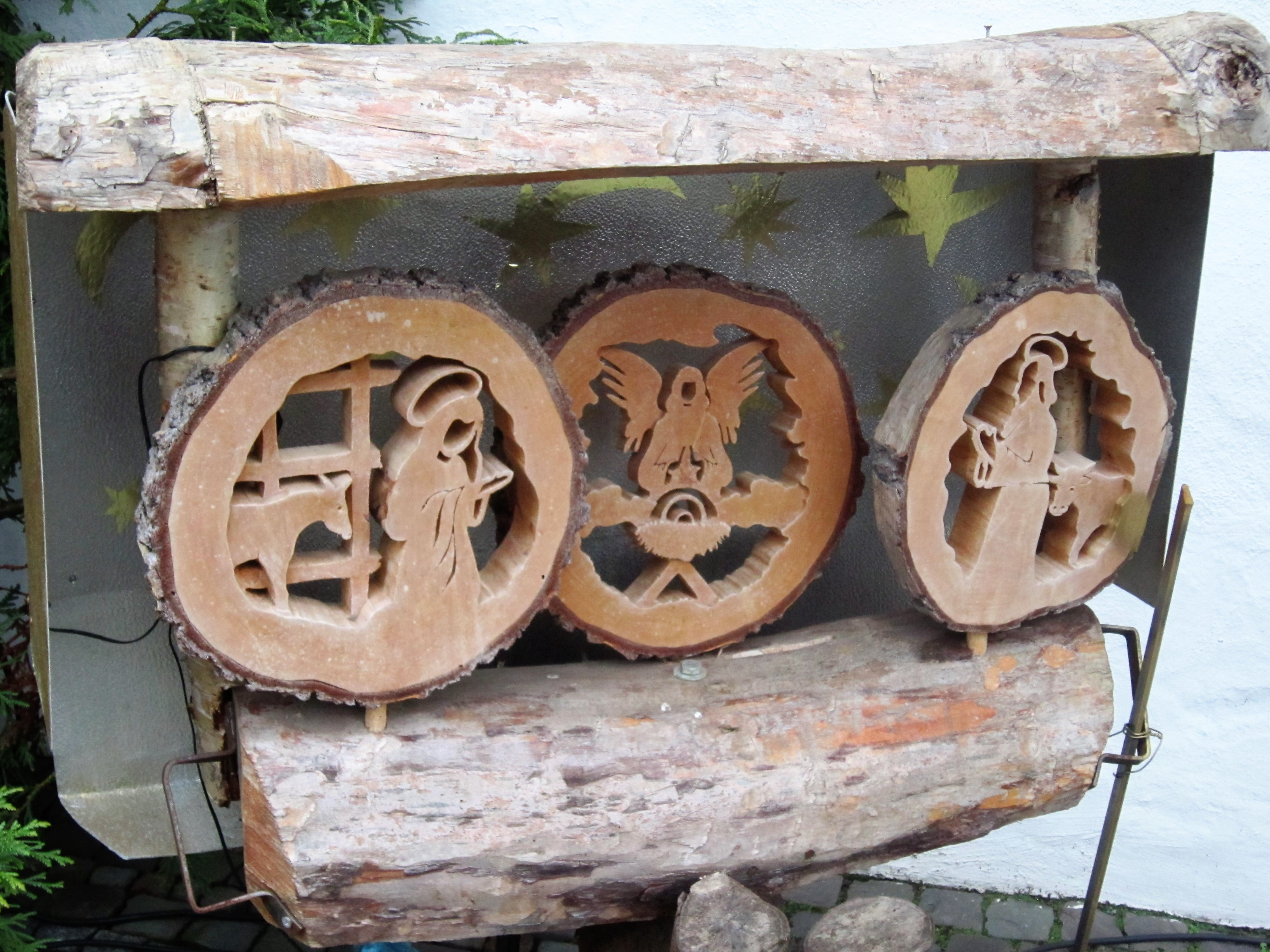
Exponat auf dem Handorfer Krippenweg 2017

Dorfpatronin von Handorf ist St. Petronilla, nach der auch die katholische Dorfkirche benannt ist. Seit 2008 beginnt an der Kirche ein Krippenweg, der zur Kirche St. Maria Himmelfahrt, auch Dyckburg-Kirche genannt, führt. 2017 waren in Handorf bei der Pfarrkirche 118, entlang dem Weg zur Dyckburg 72 Krippen installiert.
In Handorf gibt es auch eine evangelische Kirche („Zionskirche“). Die Handorfer Heriburg-Hauptschule wurde inzwischen wegen Schülermangel geschlossen; es gibt aber immer noch zwei städtische Grundschulen: eine katholische (Kardinal-von-Galen-Schule) und eine konfessionsübergreifende (Matthias-Claudius-Schule).
Außerdem gibt es in Handorf ein Sportzentrum, bestehend aus einem, vom Betreiberverein Bürgerbad Handorf e. V. als Bürgerbad geführten Hallenbad – das Wellenfreibad wurde zum Ende der Saison 2006 von der Stadt Münster geschlossen und abgerissen –, Turnhalle und mehreren Fußballfeldern, deren Bau die bis 1974 selbständige Gemeinde Handorf noch kurz vor der Eingemeindung nach Münster, die am 1. Januar 1975 in Kraft trat, in Auftrag gab. Das Hallenbad wurde bis 2021 an der Heriburgstraße betrieben und im März 2021 durch einen Neubau an der Hobbeltstraße abgelöst. Dieser Neubau wurde von der Bürgerbad Handorf gGmbH finanziert und errichtet, welche aus dem Betreiberverein hervorging. 
Der zu Handorf gehörige Ortsteil Dorbaum wird durch Einfamilienhaussiedlungen und eine Kaserne samt Standortübungsplatz geprägt. Dieser ist als Naherholungsgebiet beliebt. Für den im Norden von Dorbaum gelegenen Truppenübungsplatz begannen Ende der 1920er Jahre Verhandlung zwischen der Stadt und den bisherigen Eigentümern. Die Haupthäuser von zehn Höfen sowie Ländereien von bis zu 40 weiteren Höfen lagen im damals geplanten Sperrgebiet, so dass deren Familien, die teilweise bereits bis zu 1000 Jahren auf diesen Höfen gelebt hatten, Tauschangebote für teils weitaus größere Flächen im Münsterland im Wert von jeweils hunderttausende Reichsmark annahmen und wegzogen. Der Truppenübungsplatz wurde 2013 von den Briten an die Bundeswehr übergeben wurde, ist hingegen wegen der Gefahr von Blindgängern und Munition seit 2003 für die Öffentlichkeit gesperrt. Beide Truppenübungsplätze sind wertvolle Naturschutzgebiete und beherbergen u. a. eines der größten Laubfrosch-Vorkommen im Münsterland und seltene Tierarten wie Wespenbussard und Knoblauchkröte. Der nördliche Truppenübungsplatz grenzt an die Naturschutz-Weidelandschaft Emsaue Vadrup der NABU-Naturschutzstation Münsterland, die sich mit freilebenden Konik-Pferden und Heckrindern zu einem überregionalen Tourismusziel entwickelt.

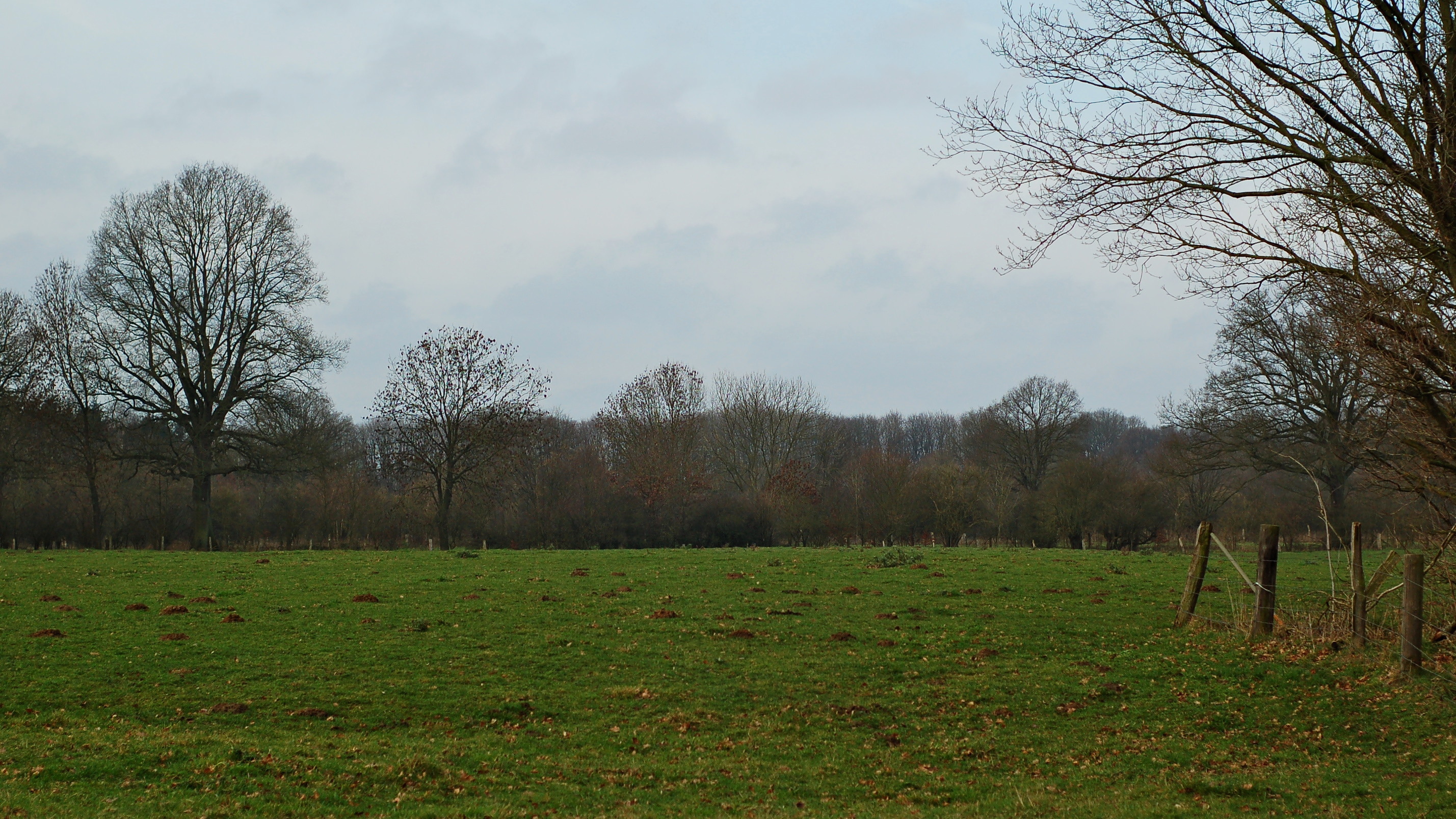
Münstersche Parklandschaft auf dem Truppenübungsplatz Dorbaum

Im Mai 2013 gab das Justizministerium bekannt, dass auf dem Gelände der Neubau der Justizvollzugsanstalt Münster errichtet werden solle. Dagegen, vor allem gegen die damit verbundene Zerstörung der Naturlandschaft, richten sich zahlreiche lokale Gruppen, die örtliche Jägerschaft, eine Bürgerinitiative und der NABU-Ortsverband. Am 12. September 2014 teilte Justizminister Thomas Kutschaty den Landtagsabgeordneten in Düsseldorf und schließlich Oberbürgermeister Markus Lewe mit, dass Handorf als Standort für einen Neubau der Justizvollzugsanstalt Münster endgültig ausscheidet.
In der Lützowkaserne auf dem Gelände des ehemaligen Flugplatzes Münster-Handorf ist das Stabs-/Unterstützungsbataillon des 1. Deutsch-Niederländischen Korps stationiert, weiterhin das Luftwaffenmusikkorps Münster. Angrenzend an das Militärgelände befindet sich das Außenübungsgelände des Instituts der Feuerwehr Nordrhein-Westfalen (IdF). Das IdF ist die größte Feuerwehrausbildungsstätte in Deutschland.
In Dorbaum befindet sich mit der Fachklinik Hornheide ein interdisziplinäres und überregionales Zentrum für die Behandlung von Tumoren der Haut, des Kopf-Hals-Bereichs sowie chirurgischer Rekonstruktion.

## Statistik
Strukturdaten der Bevölkerung in Handorf am 31. Dezember 2020:
- Bevölkerungsanteil der unter 20-Jährigen: 22,1 % (Münsteraner Durchschnitt: 17,4 %)[11]
- Bevölkerungsanteil der mindestens 60-Jährigen: 30,2 % (Münsteraner Durchschnitt 23,5 %)[12]
- Ausländeranteil: 8,0 % (Münsteraner Durchschnitt: 10,9 %)[13]

## Persönlichkeiten
- Everwin II. von Droste zu Handorf, († 1535), in der Reformationszeit Bürgermeister der Stadt Münster und Gutsbesitzer.
- Imata Große Kintrup, (1889–1943), Missionsschwester und Märtyrin.